# Searsia nebulosa
Searsia nebulosa är en sumakväxtart som först beskrevs av Schönland, och fick sitt nu gällande namn av Moffett. Searsia nebulosa ingår i släktet Searsia och familjen sumakväxter. Utöver nominatformen finns också underarten S. n. pubescens.